# عبدالقیوم کرزی
عبدالقیوم کرزی برادر ارشد حامد کرزی، او در سال ۱۹۴۷ متولد شده و مربوط قوم پوپلزی بود که در 9 جوزا 1403مصادف به 29 می 2024در ایالات متحده امریکا درگذشت. 
کرزی، قبل از فروپاشی رژیم طالبان، در آمریکا زندگی می‌کرد و بدنبال ایجاد حکومت به رهبری حامد کرزی در افغانستان به این کشور بازگشت. قیوم کرزی کنون از جمله کاندیدان کرسی ریاست جمهوری افغانستان بوده وحیدالله شهرانی معاون اول و ابراهیم قاسمی معاون دوم ایشان هستند. او یکی از مخالفین شورای نظار در دستگاه دولت افغانستان است.

## پیشینه
قیوم کرزی پسر عبدالحد تاجر و سیاست‌مدار می‌باشد. او تحصیلات خود را در بخش علوم سیاسی در آمریکا به پایان رسانده‌است. او قبل از سال۲۰۰۱ در ایالات متحده آمریکا یک رستورانت شخصی داشتند. پس از آن به تجارت پرداخت.
قیوم کرزی به عنوان نماینده مردم قندهار به مجلس نمایندگان راه یافت ولی بدنبال غیابت طولانی از مجلس و اعتراض شماری از اعضای مجلس نسبت به این غیابت، از عضویت در مجلس نمایندگان استعفا داد.
گفته می‌شود در سالهای اخیر، آقای کرزی نقش فعالی در سر و سامان دادن به گفتگوها میان حکومت افغانستان و گروه طالبان داشته‌است.